# Давидівське розщеплення
Давидівське розщеплення — розщеплення екситонних зон і смуг оптчиного поглинання в молекулярних кристалах із кількома атомами в елементарній комірці в порівнянні зі спектрами ізольованих молекул.
Розщеплення, передбачене Олександром Сергійовичем Давидовим в 1948 році, виникає в молекулярних кристалах, в яких елементарними збудженнями є екситони Френкеля. Підтвердження існування розщеплення отримали Броуде й Онопрієнко, спостерігаючи за зміною спектрів поглинання кристалів дейтеробензолу з домішками бензолу.